# 谢阶
謝階（1466年—1553年），字立升，江西臨江府新淦縣人，民籍，明朝政治人物。

## 生平
正德二年（1507年）丁卯科江西鄉試第五十四名舉人，三年（1508年）中式戊辰科會試第二百六十七名，三甲第六十名進士。授行人司行人，五年（1510年）四月充副使，冊封荊藩都昌王朱厚熙，七年（1512年）五月升南京貴州道監察御史，出為大理府知府，嘉靖四年（1525年）調建寧府知府，致仕歸里，三十二年（1553年）卒，享年八十八歲。

## 家族
曾祖謝仕徽；祖父謝訓哲；父謝禹鼎，母滕氏。慈侍下。兄謝崇，弟謝式。